# История Рязанской области
Рязанщина исторически представляет собой лесные массивы в среднем течении Оки, которые на юге граничат с евразийскими степями.

## Доисторический период
К эпохе верхнего палеолита на территории Рязанской области относятся стоянки Шатрище-1 и Шатрище-2 на Средней Оке, Ясаково. Найденная в овраге Бочар у села Дядькова (у восточной окраины Рязани) лобная кость человека оценивается возрастом 12 750 лет назад. В Шиловском районе в Стерлигове также был найден фрагмент черепной крышки человека.
К неолиту относятся стоянки Чёрная Гора, Ибердус 2, Дубровичи, Владычинская, Шагара-1. Массовые захоронения убитых 5 тыс. л. н. людей нашли на озере Шагара. Под детским костяком был найден волосовский клад — 4 ожерелья.
Во 3—2 тыс. до н. э. в эпоху энеолита (медного века) здесь по берегам рек селились первобытные рыболовы волосовской культуры. В бассейне Оки в эпоху неолита на протяжении длительного времени существуют памятники культуры ямочно-гребенчатой керамики.
В эпоху бронзы во 2-м тыс. до н. э. жители Рязанского Поочья вступают в симбиоз с пришедшими с запада скотоводами индоевропейской фатьяновской культуры, кочевавшими в степи, что приводит к появлению смешанной земледельческой поздняковской культуры бронзового века. Очевидно к этому времени относится формирование т. н. рязанского антропологического типа понтидной расы. На правобережье Оки выявлено 6 стоянок нак называемой «шагарской культуры». У представителя позднего этапа средневолжской абашевской культуры SN-3 (3557±31 лет до настоящего времени) с памятника Старший Никитинский могильник определили Y-хромосомную гаплогруппу R1b-Z2103.
Археологические памятники, содержащие керамику «климентовского типа», датированы концом 2-го — серединой 1-го тысячелетия до н. э. По мнению Б. А. Фоломеева, памятники с древностями типа Климентовской стоянки оставлены населением, которое не вошло в состав городецкой культуры и продолжало сохранять ряд традиций более ранней культуры сетчатой керамики. Поздняковская культура эволюционировала в городецкую культуру (мещера), которая застала приход славян (вятичей). Славяне частично ассимилировали, частично вытеснили местных жителей.
В погребении 525 могильника Борок 2 близ село Борок найден бронзовый римский медальон императора Септимия Севера 194—196 годов и детали ременной диадемы, что свидетельствует о непосредственных контактах местного населения в финале гуннского времени с представителями восточногерманского населения.
В ареале между верховьями Волги по Оке, почти что до её впадения в Волгу и до верховьев Дона на рубеже II—III веков имеет место явление условно называемое рязано-окским импульсом. На среднюю Оку происходит вторжение высоко милитаризованной группировки, которая в течение III—IV веков создаёт культуру рязано-окских могильников. С V века начинается стремительное распространение рязано-окских тенденций на описанную ойкумену. Особо четко это выражается в появлении могильников на территории, где их ранее не было. Основным отличием культуры рязано-окских могильников от соседей является высокая милитаризованность, и, как следствие, наличие предметов престижной общеевропейской моды.
Немаловажным этнически показательным элементом является возникновение и развитие аутентического типа крестовидных фибул. Примечательно, что во всей зависимой ойкумене имеют место находки-подражания этим фибулам, что также очерчивает границы «провинций». В районе городка Спасск-Рязанский и села Старая Рязань у реки Проня археологи Государственного исторического музея нашли рязано-окские захоронения возрастом полторы тысячи лет. Следы материальной культуры рязано-окцев свидетельствуют об их связи с германскими племенами готов, которые в начале 1-го тысячелетия мигрировали через Дон в Западную Европу. Главы рязано-окских родов носили почти такие же короны, как и ранние готские короли. Возможно, здешние племена состояли с готами в военном союзе, позволявшем им захватывать восточноевропейские земли. На берегу Оки встречаются массовые захоронения городецкой культуры, от которой пошли мордовские племена. Варварски изрубленные останки тел и слой золы указывают на то, что местные жители были жестоко истреблены, а поселения — сожжены дотла. Вероятно, пришельцы захватили всю территорию Поочья — от современных границ Подмосковья до Касимова. Выпасы для скота и охотничьи угодья простирались на юг и север от Оки на десятки километров. По Оке с востока на запад пролегал большой торговый путь. Территория граничила с зоной сплошных лесов и лесостепи, что создавало прекрасные условия для охоты и скотоводства. Вероятно, рязано-окское государство не было централизованным. Раскопки свидетельствуют о том, что каждый участок реки был закреплен за отдельной общиной, у которой имелись свое родовое кладбище и святилище. Странно, что до сих пор нигде не обнаружено останков самих жилищ. Возможно, рязано-окцы вели кочевой образ жизни и потому не строили долговременного жилья.
Капища и могильники располагались, как правило, на открытых участках берега, откуда открывался прекрасный вид. Видимо, завоеватели древней Рязанщины проводили здесь родовые языческие обряды, сопровождавшиеся ритуальными трапезами — на местах святилищ археологи обнаружили черепки глиняной посуды.
В отличие от древнерусских племён, рязано-окцы хоронили своих мёртвых в песчаных дюнах. До наших дней останки не сохранились, но на песке остались продолговатые серые следы. При раскопках на местах погребений находили артефакты — обломки мечей, фрагменты кольчуг, а рядом — лошадиные кости и длинные, темные женские косы. Здесь были захоронены женщины-воительницы. По словам историков, рязано-окские амазонки сражались в боях наравне с мужчинами начиная с IV—V веков. Их погребали вместе с оружием и конями (или конской уздой). Возраст таких захоронений датируется только до конца VII века — после этого воительницы, очевидно, вернулись к традиционным женским занятиям. Не исключено, что амазонки жили отдельными общинами и рожали детей от мужчин из соседних племен, куда отдавали затем на воспитание сыновей. У воина высшего сословия из погребения в могильнике Ундрих 2015 яма 90 на берегу пойменного озера Ундрих в левобережье реки Тырница, датируемого концом V века, определили черты средиземноморского антропологического типа. У рязано-окцев из Ундриха определили Y-хромосомные гаплогруппы N-Z4908 (n=2), J-PF5008, R-CTS3402, N-Y23785.
В относительно недавние времена местные жители устраивали погосты на берегах Оки, хотя традиционно на Руси принято было хоронить у церквей. Кроме того, существовали семейные кладбища, где хоронили выходцев из этих мест, где бы они ни отыскали свой конец. Одно из таких кладбищ расположено на мысу у старого Рязанского городища, где археологи раскопали рязано-окское святилище.
Хрущёво-Тырновский клад из 228 серебряных куфичесских монет (дирхамов), найденный недалеко от реки Истья рядом с деревней Хрущёво-Тырново Старожиловского района, по самым молодым монетам датируется второй половиной 870-х годов.
Железницкий (иногда Зарайский) клад серебра датируется второй половиной IX века. Лучевые серьги (височные кольца) из Супрут и Железницкого клада, найденного близ села Железницы на реке Осетре, относятся ко второму этапу развития, во время которого шёл активный поиск новых форм и сочетаний элементов, о чём свидетельствует разнообразие типов украшений. Ранние лучевые височные кольца, послужившие прототипами семилучевых и семилопастных укражений радимичей и вятичей, имеют дунайское происхождение.

## Древнерусский период
В древнерусский период здесь образовалось могущественное Великое Рязанское княжество — одно из крупных государственных образований Древней Руси. На славянском могильнике в Алеканово на глиняных черепках обнаружили нерасшифрованную алекановскую надпись, датированную X—XI веками. Северное городище (древнейшая часть Старой Рязани) возникло в XI веке. Исадский клад, найденный в 2021 году, датируется концом XI — первой половиной XII века.
Под 1147 годом в Никоновской летописи упоминается город Воино: «у града Воина в Резани».
Город Глебов основан в 1159 году.
Открытие в напластованиях Житного раскопа слоёв 2‑й половины XII века, подтверждает гипотезу, основанную исключительно на присутствии керамики «курганного» типа, о том, что Переяславль-Рязанский возник на полтора века раньше его первого упоминания в летописи (1300 год). В Рязани (Сакор-горы на Борковском острове) найдено более 30 свинцовых пломб дрогичинского типа. А. Л. Монгайт о пломбах дрогичинского типа из Старой Рязани писал как о товарной принадлежности, но затем увязал их с процессом клеймения связок меховых денег, что было описано арабским путешественником XII века ал-Гарнати.
В 1185 и 1207 годах Рязань (Старая) разорялась владимирским князем Всеволодом III Большое Гнездо. В 1208 году Старая Рязань и Белгород-Рязанский были им сожжены. Всех «злых» и «виновных» казнили, рязанских бояр арестовали и увели в заточение, женщин, детей и «товары» вывезли и разослали по городам Владимирского княжества. Через два года Всеволод разрешил выжившим жителям Старой Рязани вернуться на пепелище.
Во время княжеского съезда в Исадах в 1217 году заговорщиками Глебом и Константином Владимировичами были убиты 6 рязанских и пронских князей: Изяслав Михаил, Ростислав, Святослав, Роман и Глеб. Однако, братоубийство не принесло пользы заговорщикам, так как в Исады не приехал князь Ингварь Игоревич, взошедший на рязанский престол после смерти родственников.
Героическая оборона Рязани (Старой) от полчищ Батыя в 1237 году и подвиг рязанского воеводы Евпатия Коловрата вошли в русский эпос (Повесть о разорении Рязани Батыем).
После разрушения Старой Рязани столичные, а затем и кафедральные функции были переданы Переяславлю-Рязанскому. Переяславль, согласно названию «перенял славу Рязани» к XIV веку.

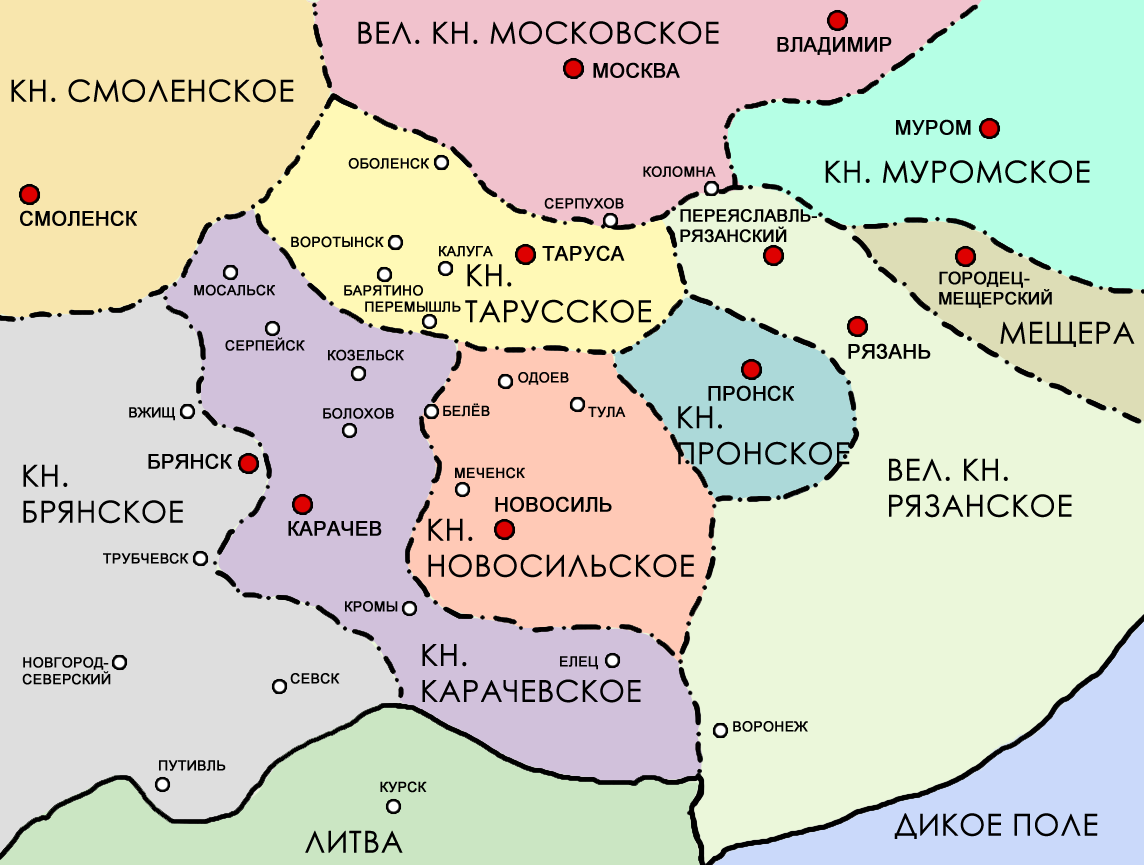
Пронское княжество и Великое княжество Рязанское в XIII—XIV веках

В 1378 году в непосредственной близости от Глебова произошла битва на реке Воже между русской ратью под командованием Дмитрия Донского и войском Золотой Орды под командованием мурзы Бегича.
По одной берестяной грамоте найдено на раскопе «Мокрый» на посаде Старой Рязани и на Введенском раскопе в Кремле Переяславля-Рязанского (современной Рязани).
После монгольского нашествия Рязанское княжество продолжает оставаться главным южным форпостом Руси. Эта характерная особенность географического положения сделала Рязань передовым пограничным военным краем — любой удар, приходивший из южных степей в первую очередь обрушивался на Рязанские земли. Однако это не только не ослабило, но и заметно укрепило позиции княжества на древней политической арене, вынуждая рязанских князей избирать гибкую государственную стратегию. Так например, Великий князь Олег Иванович Рязанский, впоследствии причисленный Русской Православной церковью к лику Святых, умело лавировал в военном конфликте Москвы, Литвы и Орды, укрепляя позиции своего государства. До сих пор у историков нет однозначного мнения на счёт его вклада в историю Руси.
В 1513 год году крымские татары совершили набег на рязанские окраины: «Лета 7021 пришли крымские люди на Рязанские украины».

## Русское государство
Лишь в 1521 году, то есть самой последней из восточно-русских земель, Рязанское княжество вошло в состав единого Русского государства. Московский князь Василий II поселил на территории области касимовских татар, которые получили автономию в пределах России — Касимовское ханство (с центром в Мещерском Городце). В XVI—XVII веках жители Рязани приняли участие в колонизации территорий Воронежской, Липецкой и Тамбовской областей, создавая там пограничные форпосты.
В эпоху Смуты рязанский боярин Прокопий Ляпунов способствовал переходу края на сторону Лжедмитрия I, а затем и восстания Болотникова. Однако с 1606 года Рязанщина стала одним из оплотов царя Василия Шуйского. После сдачи Москвы полякам в Рязани в 1611 году начало формироваться первое народное ополчение.
Пётр I включил в 1708 году территории Рязани в состав Московской губернии. Екатерина II в 1778 году создала отдельную Рязанскую губернию, Переяславль-Рязанский был переименован в Рязань. В состав Рязанской губернии также входили сопредельные территории Московской (Егорьевский уезд) и Липецкой областей.
В 1866 году была построена и открыта Рязанско-Козловская железная дорога.
Рязанская губерния была в числе 17 регионов, признанных серьёзно пострадавшими, во время голода 1891—1892 годов.

## XX век
В 1918 году в Рязани были учреждены пехотные курсы командного состава Рабоче-Крестьянской Красной Армии, ставшие впоследствии (к 1964 году) училищем ВДВ.
Постановлением президиума ВЦИК от 14 января 1929 года Рязанская губерния была упразднена, её территория вошла в состав Центрально-Промышленной области.
3 августа 1936 года в Мещёре лесным пожаром был уничтожен посёлок Курша-2. Погибло почти всё население посёлка, а также заключённые, работавшие на лесозаготовках, и военнослужащие Красной Армии, направленные на тушение пожара.
26 сентября 1937 года на карте РСФСР появилась Рязанская область, которая была выделена из Московской области.
В годы Великой Отечественной войны лишь юго-западные районы Рязанщины (Михайлов, Скопин) оказались оккупированными немецкими войсками. В ноябре 1941 года было оккупировано 7,5 % территории области, на которые в последние недели оборонительного этапа битвы за Москву ворвались части 2-й танковой армии генерала Г. Гудериана. Но уже в последние дни ноября войска Красной Армии (прежде всего это была 10-я армия генерала Ф. И. Голикова) нанесли ряд сильных контрударов (в ходе одного из них 26 ноября был отбит накануне захваченный врагом город Скопин), а в начале декабря перешли в решительное контрнаступление и к середине месяца завершили освобождение Рязанской области. Потери советских войск в Рязанской области в ходе оборонительных и наступательных боёв 1941 года составили: безвозвратные потери — 5445 человек, санитарные потери — 3487, общие — 8932 человека. Ряд пунктов, до которых гитлеровцы не дошли, они подвергали авиационным бомбардировкам (Рязань, станция Рыбное и др.). Экономике области был причинён значительный ущерб.
В 1949 году строится Рязанский станкостроительный завод.
В 1974 году введена в строй Рязанская ГРЭС.
В постсоветский период на территории Рязанской области наметилась негативная демографическая обстановка, обусловленная, в-основном, высоким уровнем урбанизации. С 1995 по 2005 население области сократилось на 150 тыс. человек.